# Mal aigu des montagnes
 Mise en garde médicale
Le mal aigu des montagnes (MAM) est un syndrome de souffrance, lié à une montée trop rapide en haute altitude, à l'absence d'acclimatation et à une sensibilité personnelle plus ou moins importante. Ses symptômes sont des céphalées, des nausées et des vomissements, de l’insomnie, une fatigue générale, une lassitude, des vertiges, des troubles de l’équilibre, une dyspnée et de l’inappétence. La mort peut survenir par œdème cérébral ou pulmonaire. 
Il s’agit donc d’une maladie fréquente touchant des gens en bonne santé mais exposés à un environnement extrême de haute altitude. Son incidence est variable, mais augmente très rapidement avec l'altitude ; elle serait de 15 % à 2 000 mètres d'altitude et de 60 % à 4 000 mètres.
Ce mal apparaît habituellement dans les 4 à 12 heures qui suivent l'arrivée en altitude : il régresse avec l'acclimatation et disparaît rapidement à la descente. Les personnes empruntant un téléphérique pour séjourner seulement une ou deux heures en haute altitude, le temps d'admirer le point de vue — par exemple le téléphérique de l'Aiguille du Midi (3 840 mètres) dans le massif du Mont-Blanc — ne seront pas touchées.

## Historique
Le lien entre l'altitude, la densité en oxygène et le mal aigu des montagnes a été décrit, pour la première fois en 1878 par Paul Bert dans La pression barométrique : recherches de physiologie expérimentale.

## Causes et mécanismes

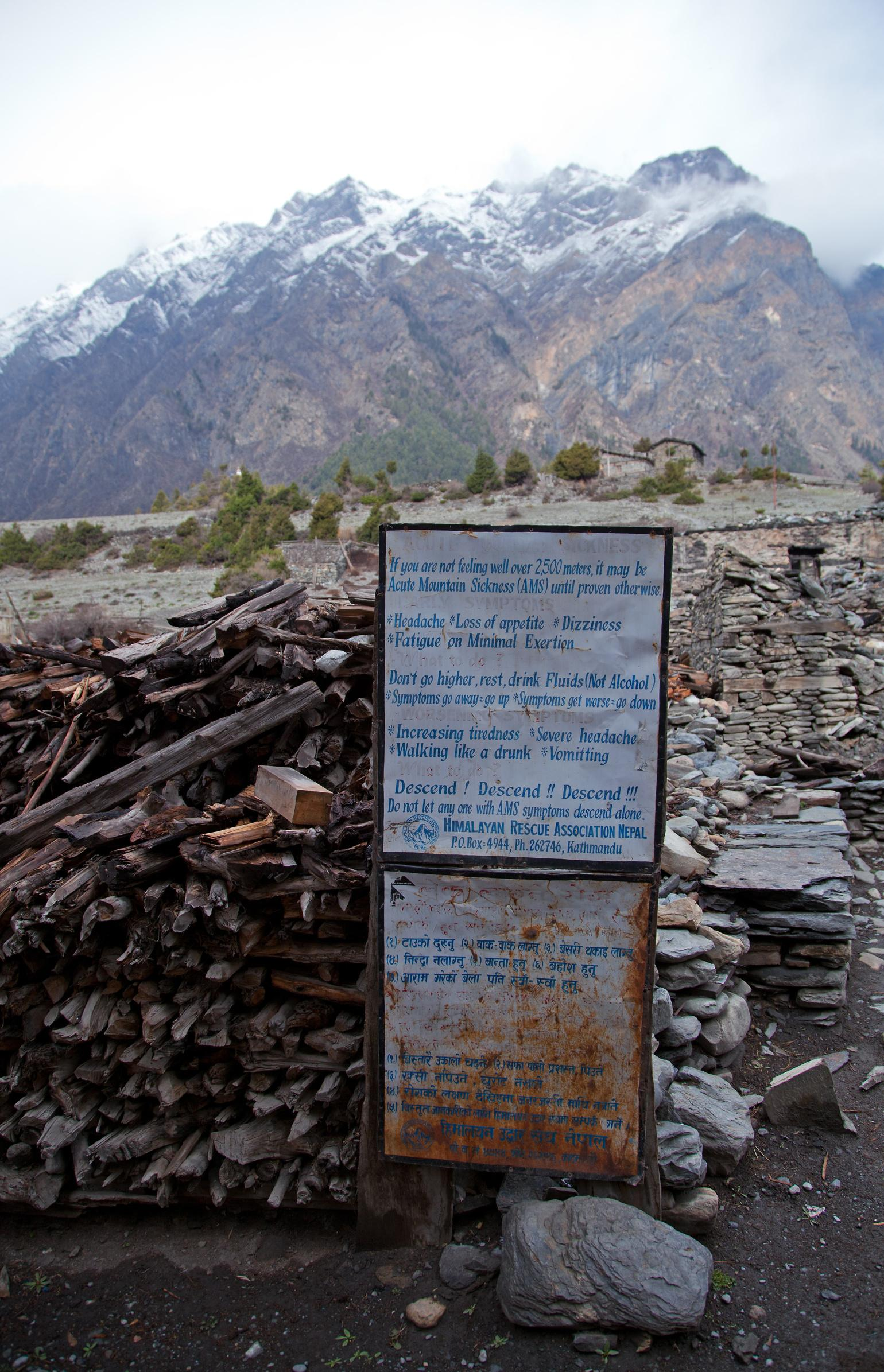
Avertissement concernant le mal aigu des montagnes, sur le circuit de l'Annapurna (Népal).

La pression atmosphérique et donc avec elle, la pression partielle en oxygène, décroissent avec l’altitude selon une relation pratiquement exponentielle. Elle diminue d'un tiers à 3 000 m, de moitié à 5 500 m et des deux tiers au sommet de l'Everest.
De ce fait, la quantité d’oxygène disponible au niveau cellulaire diminue (hypoxie cellulaire), ce qui engendre des réactions immédiates d'adaptation de l'organisme (hyperventilation, accélération de la fréquence cardiaque). En cas de séjour prolongé, d'autres mécanismes compensateurs apparaissent à moyen terme (plusieurs jours) comme la modification de l’affinité de l’hémoglobine pour l’oxygène, une polyglobulie, etc. Ces derniers mécanismes permettent un meilleur transport de l'oxygène,.
Lorsque ces mécanismes compensateurs sont insuffisants ou n’ont pas le temps de s’installer, la victime peut développer un ensemble de symptômes appelé mal aigu des montagnes. Dans les cas les plus graves, la personne peut faire un œdème pulmonaire, un œdème cérébral, ce qui peut aboutir enfin à la mort en l’absence de traitement approprié (descente, oxygène, pharmacothérapie). Le mécanisme de ces œdèmes n'est cependant pas clair.
Le déclenchement du mal des montagnes dépend de l'altitude, de la vitesse d’ascension et de la susceptibilité individuelle. Il est rare en deçà de 2 500 m. Une susceptibilité génétique pourrait intervenir. Un âge jeune, une surcharge pondérale ainsi qu'un bon niveau de forme (capacité aérobie) seraient corrélés avec un risque accru de « mal des montagnes ».
Une arrivée brutale en avion à altitude élevée (aéroports de La Paz, Cusco, Leh, Lhassa...) entraîne un risque plus fort de mal aigu des montagnes que l'arrivée après une ascension progressive sur plusieurs jours.
À l'inverse, certains peuples, comme les Tibétains, les Amharas d'Éthiopie et les Andins ont développé une adaptation à la haute altitude les mettant à l'abri de ces symptômes.

## Manifestations
Elles vont de la simple céphalée à l'œdème cérébral et pulmonaire.

### Troubles bénins
Les céphalées sont la manifestation la plus commune du mal des montagnes, rétrocédant à la prise d'antalgiques, à la prise d'oxygène ou à la redescente. Dans un stade plus avancé surviennent des nausées, une fatigue, un vertige, des difficultés d'endormissement... Le tout est rassemblé sous le vocable de « mal aigu des montagnes ». Il survient entre 4 et 12 heures après l'arrivée en altitude et peut disparaître après quelques jours à la même altitude.
En général, le mal aigu des montagnes est bénin et ne dure que 24 ou 48 heures, à condition de ne pas monter plus haut et de limiter les activités physiques (l'exercice musculaire accroit la demande d'oxygène, ce qui aggrave l'hypoxie).

### Troubles graves
L'œdème cérébral doit être soupçonné devant l'apparition de céphalées persistantes et insupportables, de vomissements incoercibles, d'hallucinations visuelles, de troubles de la coordination et de l'équilibre, de troubles du comportement et de la conscience pouvant aboutir au coma et à la mort s'il n'est pas pris en charge correctement. Il faut naturellement éliminer les autres causes possibles de ces troubles de la conscience (alcoolisation, hypoglycémie...).
Un œdème aigu du poumon peut également survenir, caractérisé par un essoufflement important, une cyanose, des crachats rosés, une auscultation pulmonaire caractéristique (crépitations). Une fièvre est fréquente faisant penser à tort à une pneumonie.

## Diagnostic
Il s'agit essentiellement d'un diagnostic reposant sur l'interrogatoire de la personne atteinte. Les cas individuels sont souvent différents et le diagnostic n'est pas toujours facile. Si les premiers signes sont peu spécifiques, ils doivent être considérés comme un mal aigu des montagnes jusqu'à la preuve du contraire.
Un score, publié en 1993, le Lake Louise acute mountain sickness scoring system, a été développé en cas de céphalées survenant peu après l'arrivée en altitude. Il prend aussi en compte les signes digestifs, les sensations de faiblesse et de vertige, et les perturbations du sommeil selon un score de 0 à 15, avec trois degrés de gravité : léger 3 à 4, modéré de 5 à 9, sévère de 10 à 15.

## Prévention

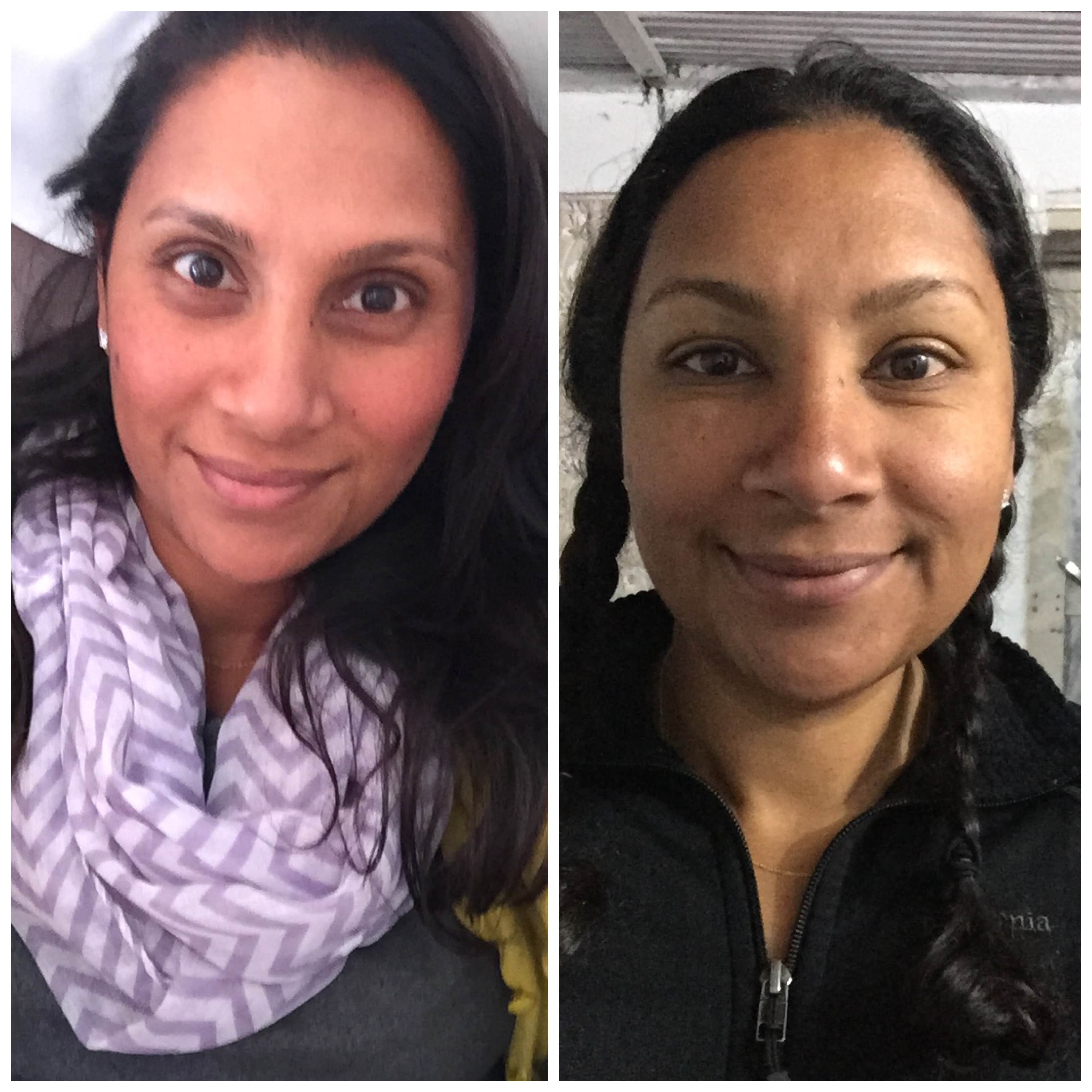
À gauche : visage féminin à son altitude habituelle. À droite : œdème du visage (figure enflée) de la même personne, au camp de base de l'Annapurna, à 4130 m d'altitude.

Le meilleur critère prédictif est l'expérience antérieure. Un sujet ayant déjà souffert du mal des montagnes lors d'un séjour précédent a tout intérêt à prendre un traitement préventif. Sans expérience, un traitement préventif est souvent proposé, en tenant compte des interactions médicamenteuses (malades chroniques ou sujets âgés, de plus en plus nombreux en tourisme d'altitude).
L'entraînement physique à basse altitude ne protège pas contre le mal des montagnes. Les marathoniens sont à haut risque, car ils croient pouvoir monter plus vite que les autres.
La prévention passe d'abord par l'acclimatation. Plusieurs protocoles ont été proposés,. Il est possible que des séjours prolongés et successifs en altitude puissent diminuer la probabilité de survenue du mal aigu des montagnes. De même, une préacclimatation prolongée à une altitude modérément élevée pourrait être utile.
En France, des consultations spécialisées de médecine de montagne peuvent proposer un test d'hypoxie correspondant à une épreuve d'effort en altitude simulée correspondant à celle du mont Blanc. Sa valeur prédictive individuelle n'est pas parfaite, et si ce test est souvent utilisé en France, il n'est pas pris en charge par l'assurance maladie, et très controversé à l'étranger.
Les personnes sujettes au mal des montagnes peuvent empêcher son apparition en prévoyant une ascension lente, idéalement en montant de 300 à 500 mètres d'une nuit à l'autre, ou en restant deux nuits consécutives au même endroit lorsque la progression est de 600 à 900 mètres. Il est possible de monter davantage dans une journée (pour passer un col par exemple) à condition de redescendre pour dormir plus bas.
Les inhibiteurs de l'anhydrase carbonique (dont l'acétazolamide) stimulent la ventilation en créant une acidose métabolique par excrétion urinaire de bicarbonate de sodium. Par ce biais, il semble réduire le risque de mal des montagnes, la dose minimale efficace étant de 250 mg par jour. Les corticoïdes ont également une certaine efficacité, dont le mécanisme est incertain.
Le ginkgo biloba est également utilisé, avec une efficacité discutée.

## Traitement
Le retour à une altitude basse reste le traitement de choix. Si cette option n'est pas possible ou n'est pas choisie, un traitement antalgique et une bonne hydratation peuvent suffire en cas de simples céphalées.
Certains médicaments comme l'acétazolamide ou les corticoïdes améliorent l'état du malade et en cas de survenance du mal, ils lui donnent une petite marge de temps pour lui permettre de redescendre et de perdre rapidement de l'altitude. L'acétazolamide peut être donné parfois à titre préventif.
À une altitude très élevée, au-delà de 5 000 mètres, le mal peut se compliquer d'un œdème cérébral de haute altitude qui peut être fatal si le malade n'est pas immédiatement redescendu à une altitude plus basse ou mis immédiatement dans un caisson permettant d'augmenter la pression, appelé caisson hyperbare, dont le modèle portable ou « domestique » peut être une solution d'attente.
L'œdème pulmonaire est traité par vasodilatateurs de type nifédipine. Les diurétiques n'ont pas démontré d'efficacité dans ce cas. 
Dans les Andes, au Pérou, en Bolivie, en Équateur ou en Colombie, la feuille de coca, consommée sous forme d'infusion (maté de coca) ou mâchée, est utilisée pour apaiser les symptômes de mal aigu des montagnes (appelé dans cette région soroche). Il est possible que cela soit le résultat d'un simple effet antalgique.
Les Sherpas de l'Everest recommandent la consommation d'ail, mais aucune étude scientifique n'a prouvé son efficacité.